# Diecezja Bagé
Diecezja Bagé (łac. Dioecesis Bagensis) – diecezja Kościoła rzymskokatolickiego w Brazylii. Należy do metropolii Pelotas, wchodzi w skład regionu kościelnego Sul 3. Została erygowana przez papieża Jana XXIII bullą Qui divino consilio w dniu 25 czerwca 1960.

## Główne świątynie
- Katedra: Katedra św. Sebastiana w Bagé

## Biskupi diecezjalni
- José Gomes (1961–1968)
- Angelo Félix Mugnol (1969–1982)
- Laurindo Guizzardi CS (1982–2001)
- Gílio Felício (2002–2018)
- Cleonir Paulo Dalbosco OFMCap. (od 2018)